# WrestleMania 29
WrestleMania 29 fue la vigesimonovena edición de WrestleMania, un evento pago por visión de lucha libre profesional producido por la WWE. Tuvo lugar el 7 de abril de 2013, desde el MetLife Stadium, en East Rutherford, Nueva Jersey. Los temas oficiales del evento fueron «Surrender» de Angels & Airwaves, «Coming Home» de Diddy-Dirty Money y Skylar Grey, y «Bones» de Young Guns. El lema oficial del evento fue «WrestleMania is Coming Home»(«WrestleMania viene a casa»). 
Esta edición fue la quinta en ser realizada en el área metropolitana de Nueva York, tras los WrestleManias I, X, XX y una parte de WrestleMania 2 (la cual se celebró en tres sitios diferentes). Esta edición es la quinta en la historia y la segunda consecutiva en realizarse al aire libre, tras WrestleMania XXVIII, la edición del 2012. Este WrestleMania contó con la segunda mayor marca de asistencia para este evento con un total de 80 676 personas, superando las 80 103 de WrestleMania 23.
WrestleMania 29 contó con nueve combates, siendo The Rock contra John Cena por el Campeonato de la WWE el evento principal. Otras luchas destacadas fueron The Undertaker contra CM Punk, Alberto Del Río contra Jack Swagger por el Campeonato Mundial Peso Pesado, y Triple H contra Brock Lesnar en un No Holds Barred match.

## Producción

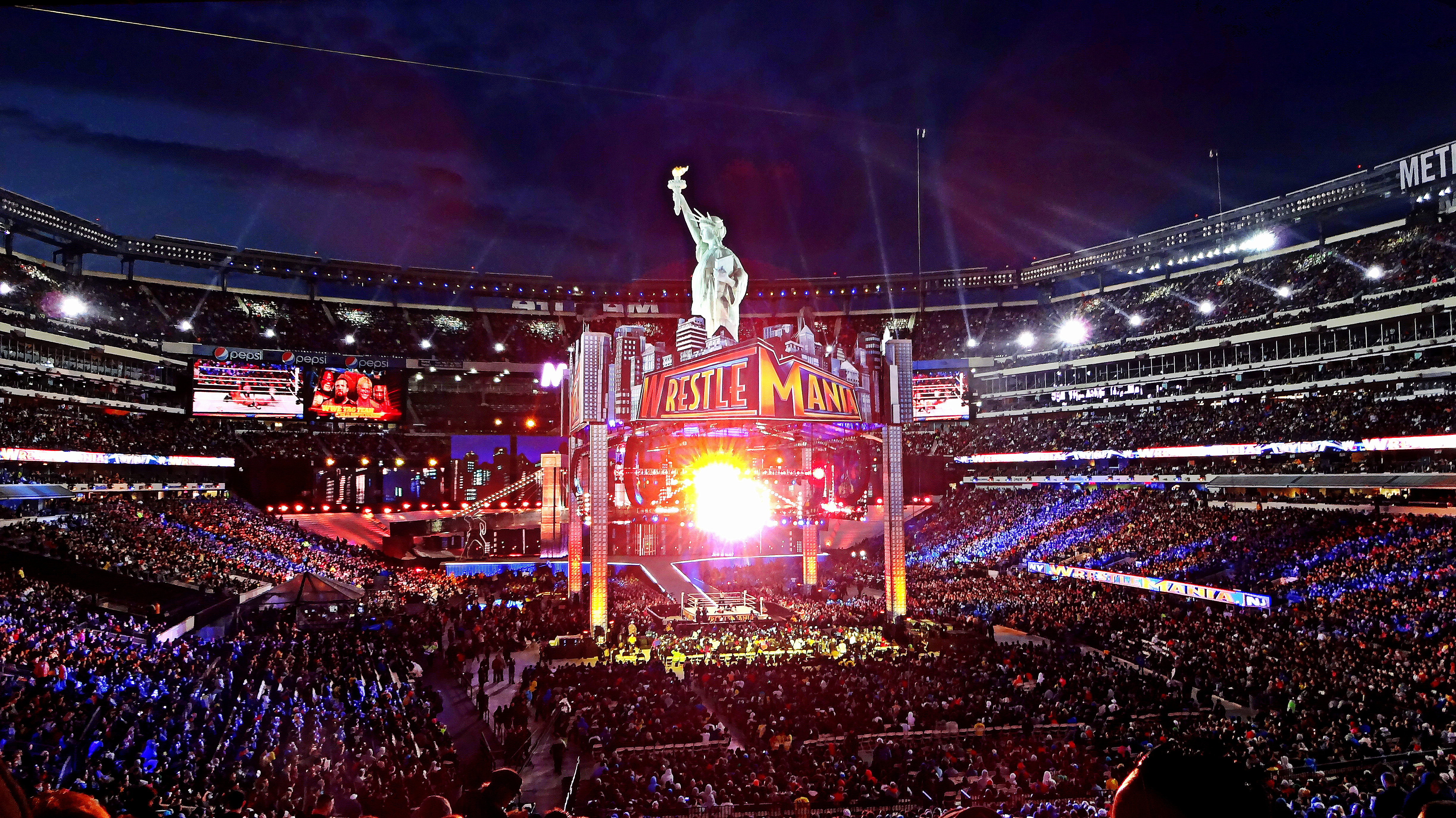
El interior del Metlife Stadium con la escenografía de WrestleMania 29

El 16 de febrero de 2012, se realizó una conferencia de prensa, en la cual participaron John Cena, Triple H, Sheamus y The Rock, en el MetLife Stadium, en donde se anunciaba este como sede de WrestleMania 29. Junto con WrestleMania 29, una serie de eventos agrupados como WrestleMania Week, se celebrarán en la semana previa al evento, incluyendo la convención anual de fanáticos en WrestleMania Axxess, la ceremonia WWE Hall of Fame, la exposición anual de arte y subastas, y un torneo de golf con las celebridades de la WWE.
El primer día de venta de boletos, se recaudaron más de 10 millones de dólares, vendiendo así 52.029 entradas en el primer día de venta, rompiendo dos récords, uno por dinero reunido, y otro por venta de entradas, superando a WrestleMania X8 en el SkyDome.

## Antecedentes

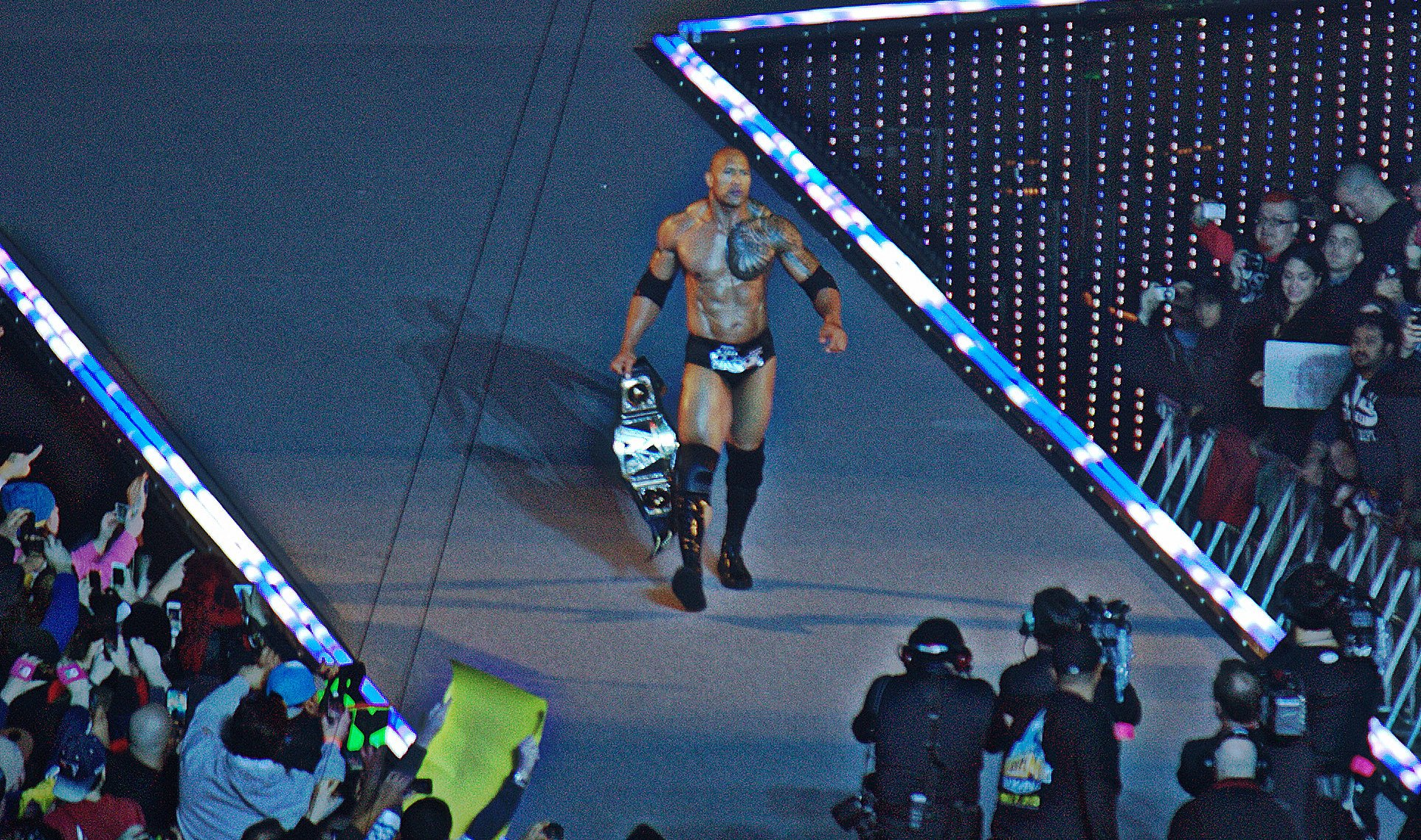
The Rock entrando como Campeón de la WWE. Su enfrentamiento con John Cena sería la revancha de WrestleMania XXVIII.

El 27 de enero del 2013 en el evento Royal Rumble, en la lucha que lleva el nombre del evento, John Cena ganó una oportunidad por algún campeonato mundial a elección en WrestleMania 29, eligiendo el Campeonato de la WWE un día después en Raw. Por otro lado The Rock derrotó a CM Punk tanto en Royal Rumble como en Elimination Chamber, donde ganó y retuvo, respectivamente, el Campeonato de la WWE. De este modo, y luego de que Cena retuvo su oportunidad por el título frente a Punk el 25 de febrero en Raw, se oficializó el combate entre él y The Rock por el Campeonato de la WWE, siendo una revancha de WrestleMania XXVIII, donde Cena fue derrotado.
El 1 de febrero, Jack Swagger hizo su regreso de medio año de descanso con un gimmick patriótico antiinmigración, siendo acompañado por Zeb Colter. El 17 de febrero en Elimination Chamber, en la lucha titular, Alberto Del Rio derrotó a Big Show reteniendo el Campeonato Mundial de Peso Pesado y Swagger ganó la Elimination Chamber Match consiguiendo una oportunidad por el Campeonato Mundial Peso Pesado en WrestleMania 29. Debido a que Del Río y Rodríguez son mexicanos, Swagger y Colter empezaron a publicar vídeos y haciendo promos, arremetiendo contra los mexicanos. El primer cara a cara entre Del Río y Swagger fue cuando ambos se pelearon en backstage, cuando Swagger y Colter fueron entrevistados precisamente en backstage, acerca de sus promos en conjunto.
Durante mayo y julio de 2012, Kane y Daniel Bryan se vieron involucrados en un feudo de amor por A.J. Lee. Cuando esta se convirtió en la General Manager de RAW, Bryan y Kane se vieron obligados a formar equipo, ganando los Campeonatos en Parejas de la WWE en Night of Champions 2012 tras vencer a R-Truth & Kofi Kingston. Paralelamente en diciembre, AJ cambió a heel luego de que fue despedida de su cargo por Vickie Guerrero y tras comenzar una relación con el World Heavyweight Championship Money in the Bank Dolph Ziggler, teniendo a Big E Langston como guardaespaldas, luego de que Ziggler derrotara con su ayuda a John Cena en el PPV TLC: Tables, Ladders & Chairs. Durante las semanas de marzo, Kane & Daniel Bryan tuvieron distintos combates con Ziggler, siendo en su mayoría derrotados por distracciones de AJ y posteriormente atacados por Big E Langston. El 18 de marzo en Raw luego de que Ziggler venciera a Kofi Kingston con ayuda de Langston, Kane y Bryan aparecieron para desafiarles a un combate en WrestleMania 29. Sin embargo, AJ Lee les dijo que aceptarían el desafío, con la condición de que los Campeonatos en Parejas de Kane y Bryan, estuvieran en juego en WrestleMania, lo cual aceptaron.

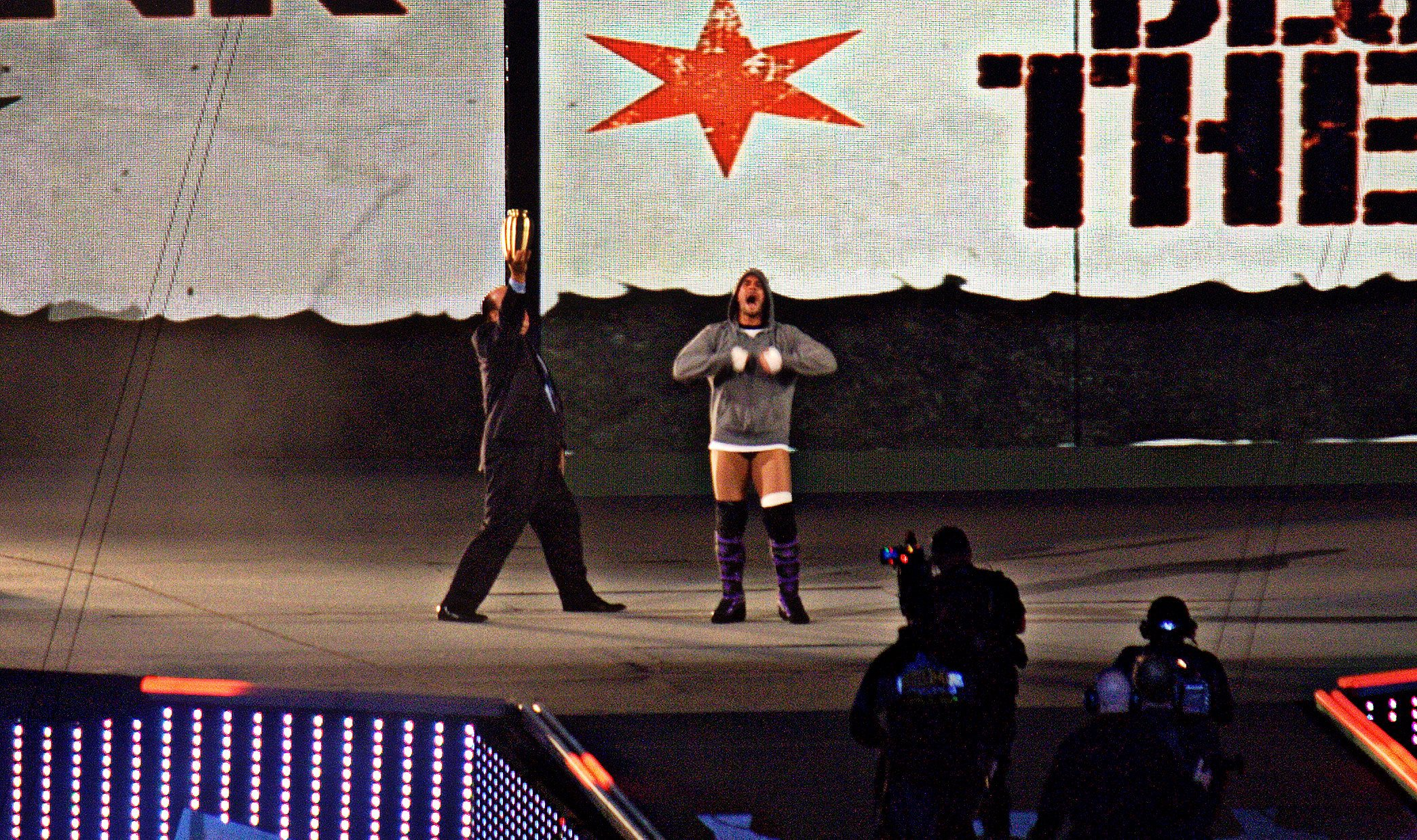
CM Punk haciendo su entrada, junto a Paul Heyman con la urna de Paul Bearer, siendo el centro de su feudo con Undertaker.

Triple H y Brock Lesnar comenzaron su rivalidad desde el evento SummerSlam 2012 del año anterior, cuando Lesnar ganó la lucha aplicando a Triple H un "Kimura Lock". Esa lucha hizo que Triple H, dejara la actividad como luchador activo y que Lesnar abandonara WWE por un tiempo. Pero el 28 de enero en Raw, Vince McMahon amenazó con despedir a Paul Heyman, luego de que Mr. McMahon acusó a Heyman, de que él tuviera cercanías con el cruel grupo The Shield (Seth Rollins, Dean Ambrose & Roman Reigns), para favorecer a CM Punk (luchador favorito de Heyman) en sus luchas por el Campeonato de la WWE; Sin embargo, Brock Lesnar hizo su regreso a la empresa y atacó a Mr. McMahon con una "F-5", salvando a Heyman en forma paralela. 2 semanas después en Raw, Mr. McMahon y Heyman tuvieron una lucha entre ellos, donde Mr. McMahon apareció con muletas, debido a la lesión que le ocasionó Lesnar. Nuevamente Lesnar apareció y parecía que atacaría nuevamente a Mr.McMahon. Sin embargo, Triple H hizo también su regreso para vengarse de Lesnar por lo ocurrido en SummerSlam y finalmente, Triple H atacó a Lesnar, haciéndole sangrar. El 4 de marzo en Raw, Triple H apareció en el ring y desafió a Lesnar, a una lucha en WrestleMania. El 11 de marzo en Raw, Paul Heyman y Brock Lesnar aceptan el reto, pero con la condición de que sean ellos, quienes decidan la estipulación del combate. En el programa de Raw del 18 de marzo, Heyman determinó que la lucha, será bajo las reglas de No Holds Barred y que si Triple H pierde, deberá retirarse de la lucha libre. Luego de ese anuncio, Triple H atacó a Heyman aparte de firmar el contrato.
El 4 de marzo en Raw Old School, The Undertaker hizo su regreso a WWE en busca de un rival en Wrestlemania 29. Ese mismo día se celebró un combate entre Sheamus, CM Punk, Randy Orton y Big Show para determinar al rival de The Undertaker en WrestleMania 29 en busca de destronar su racha invicta en este evento. Punk fue el ganador de esa lucha, por lo que desafiará a The Undertaker en WrestleMania. La semana siguiente, falleció el antiguo mánager de Undertaker y Kane, Paul Bearer, por lo que la empresa realizó varios tributos en su honor. En ese Raw, The Undertaker apareció y le rindió homenaje, el cual fue interrumpido bruscamente por CM Punk, quien le amenazó con romper su racha en WrestleMania y le quitó la urna de Bearer; algo que ocurrió, cuando Punk perdió ante Kane (hermano de Undertaker), en el Main Event de ese programa. En el último Raw antes del gran evento, Punk atacó a The Unddertaker cuando este se burló de Paul Bearer golpeándolo con la urna.
En el evento principal de Survivor Series 2012, el stable The Shield (Seth Rollins, Dean Ambrose & Roman Reigns) hizo su debut atacando a Ryback, quien luchaba por el Campeonato de la WWE contra CM Punk. Durante las siguientes semanas, se postularon como los defensores de la maldad y de la justicia, atacando a varios luchadores, derrotando a Ryback & Team Hell No en TLC: Tables, Ladders & Chairs y costándole a Ryback otra lucha contra Punk, por el título en el primer Raw del año 2013. Más adelante, se descubrió que el cruel grupo eran cómplices de Punk, financiados por Paul Heyman. En Royal Rumble del 27 de enero, nuevamente volvieron a interferir, para ayudar a Punk a retener el título, atacando a The Rock cuando se apagaron las luces del evento, llamando la atención de Vince McMahon; Punk ganó el combate y celebró con Paul Heyman con la ayuda de The Shield, pero Mr. McMahon apareció sorpresivamente y él advirtió a Punk y a Heyman, que si The Shield interfiriera en el combate (antes, durante y después), Punk perdería el título, por desobedecer la regla, que el propio Mr. McMahon pactó para la lucha días antes en Raw; Pero The Rock pidió reiniciar la lucha, cuya petición fue aceptada por Mr. McMahon y cuando se reinició la lucha, Rock logró ganar el título. Al mes siguiente, en el evento Elimination Chamber, Shield derrotó al equipo de Ryback, John Cena y Sheamus. Poco después, Sheamus siguió su rivalidad con el grupo y en el programa de Raw del 25 de febrero, Randy Orton atacó con un "RKO" a uno de los miembros de The Shield, mientras los otros 2 miembros iban a encarar a Sheamus, pero no se dieron cuenta del ataque de Orton. En el programa de SmackDown del 1 de marzo, Orton se enfrentaba a Big Show en el Main Event. The Shield intervino en el combate, con el propósito de atacar a Orton, pero Sheamus también intervino pero para ayudar a Orton; pero finalmente, Sheamus fue atacado por Show, quien luego recibió un "RKO" de Orton. Desde esa semana, Orton comenzó su rivalidad con The Shield y se convirtió en uno de los duros rivales, que el cruel grupo tendría que enfrentar. En el programa de Smackdown de 15 de marzo, The Shield nuevamente atacó a Orton y a Sheamus en el ring (ya lo hicieron antes en el Raw del 11 de marzo en backstage), diciéndoles a Orton y a Sheamus, que consiguieran un compañero más, para el combate de equipos (3 vs 3) en Wrestlemania. Finalmente, Orton y Sheamus decidieron escoger a Ryback, quien en el mismo programa fue atacado por The Shield. Sin embargo Ryback había comenzado una rivalidad con Mark Henry ocasionando que fuera reemplazado por Big Show a última hora y que el propio Ryback tuviera un enfrentamiento con Mark Henry para WrestleMania.
El 4 de marzo en Raw Old School, Ryback venció a Antonio Cesaro y tuvo una breve confrontación con Mark Henry. Las semanas siguientes siguieron teniendo confrontaciones y el 15 de marzo en SmackDown se enfrentaron, acabando con victoria por descalificación de Ryback tras la interferencia de The Shield. Tras lo mismo, Henry atacó a Ryback con 3 "World Strongest Slam". El 18 de marzo en Raw, Ryback derrotó a David Otunga, pero durante su celebración, salió Mark Henry para encararse a Ryback y tras eso, Theodore Long pactó una lucha individual, entre ellos dos en WrestleMania.
Una rivalidad menor entre el veterano Chris Jericho y el novato Fandango (quien en NXT era conocido como Johnny Curtis) se desarrolló antes de WrestleMania. Fandango hizo numerosas apariciones, pero nunca compitió en combates debido a que otros luchadores y los comentaristas pronunciaban mal su nombre o no lo decían con el tipo correcto de "sensación" que le gustaba. Su feudo con Jericho comenzó en el episodio del 22 de marzo de SmackDown cuando Jericho se burló del nombre de Fandango. Esto hizo que Fandango interfiriera en un combate de Jericho y lo atacara, y días más adelante volvía a interferir en un combate de Jericho para atacarlo. Esto hizo que Jericho le pidiera a Vickie Guerrero pactara una lucha entre él y Fandango en WrestleMania.

## Resultados

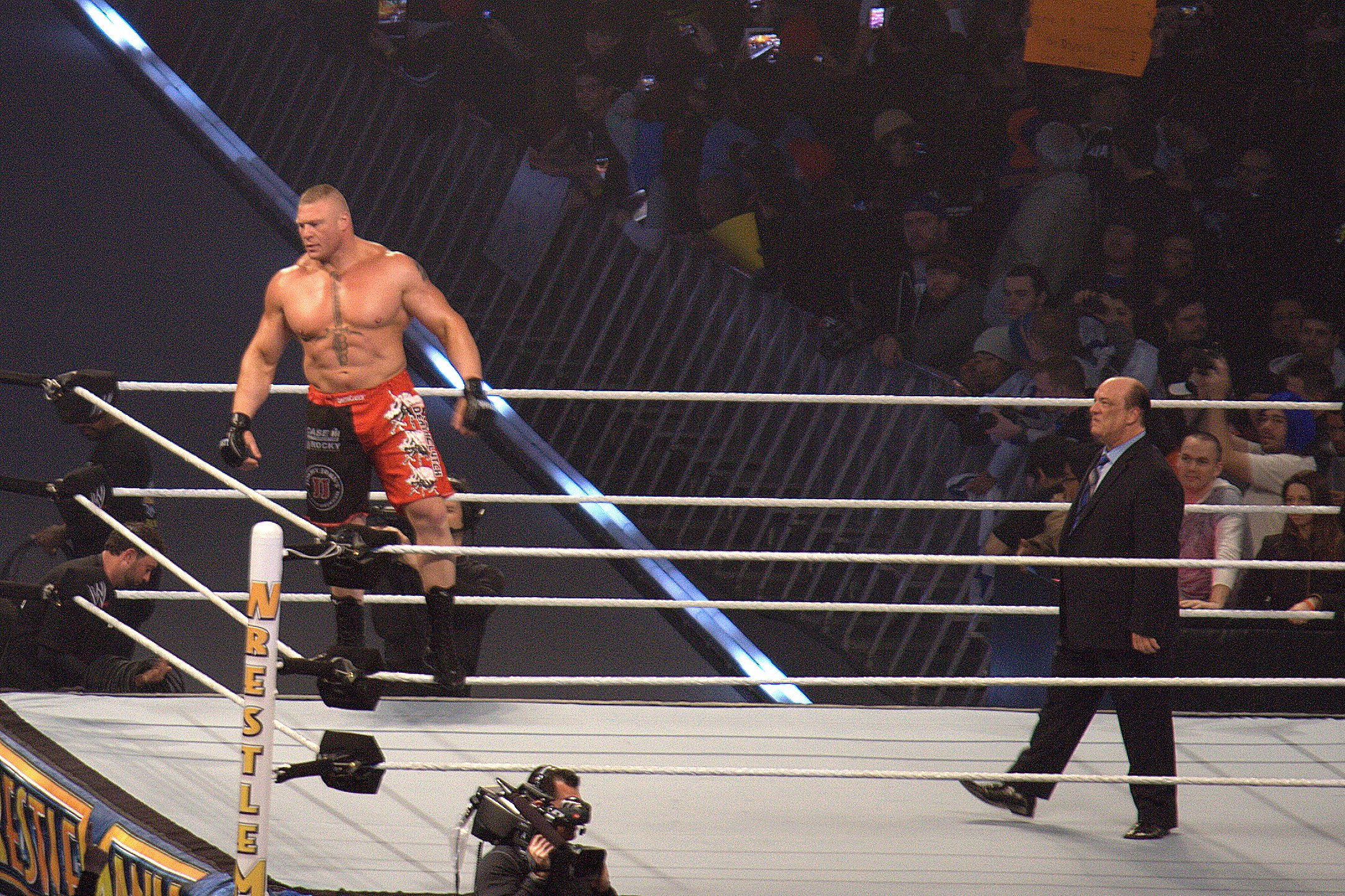
Brock Lesnar y Paul Heyman haciendo su entrada antes de su lucha contra Triple H.

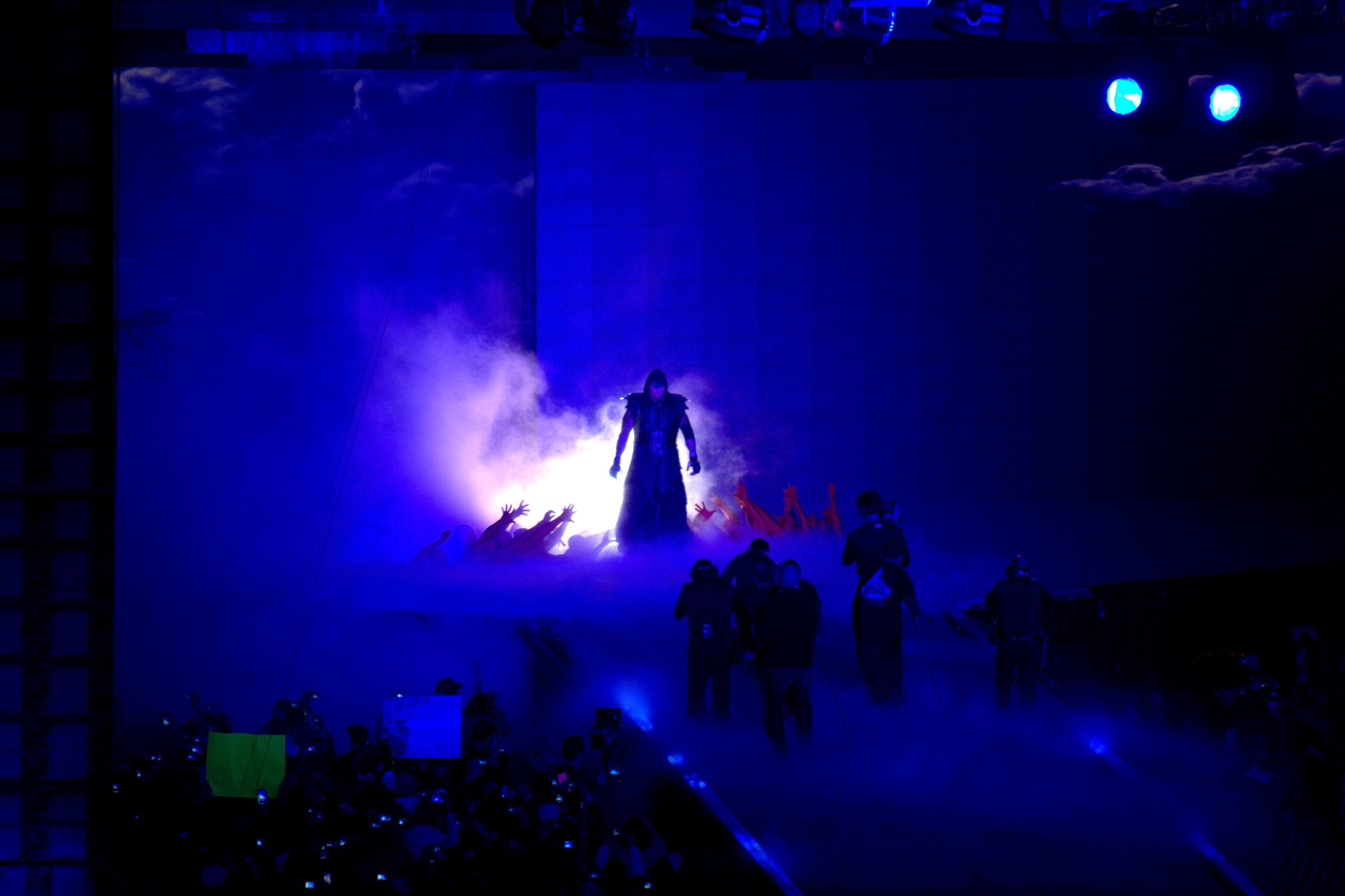
Undertaker haciendo su entrada, que tras ganar la lucha, aumentó su invicto a 21-0, siendo su último triunfo consecutivo.

- Pre-Show: The Miz derrotó a Wade Barrett y ganó el Campeonato Intercontinental.[1] (8:35)
  - The Miz forzó a Barrett a rendirse con un «Figure-Four Leglock».
  - Esta lucha fue emitida a través de Facebook, YouTube y WWE.com una hora antes del evento.
- The Shield (Seth Rollins, Dean Ambrose & Roman Reigns) derrotó a Randy Orton, The Big Show & Sheamus.[2] (11:36)
  - Ambrose cubrió a Orton después de un «Spear» de Reigns.
  - Después de la lucha, Show aplicó un «K.O. Punch» a Sheamus y a Orton, volviéndose heel.
  - Originalmente, Ryback era el compañero de Orton y Sheamus, pero fue reemplazado por Show debido a su lucha pactada con Mark Henry.
- Mark Henry derrotó a Ryback.[3] (09:02)
  - Henry cubrió a Ryback después de invertir un «Shell Shocked» y caer sobre él.
  - Después de la lucha, Henry intentó atacar nuevamente a Ryback, pero el le aplicó un «Spinebuster» y un «Shell Shocked».
- Team Hell No (Daniel Bryan & Kane) derrotó a Dolph Ziggler & Big E Langston (con AJ Lee) y retuvo el Campeonato en Parejas de la WWE.[4] (09:19)
  - Bryan cubrió a Ziggler después de un «Chokeslam» de Kane y un «Flying Goat».
- Fandango derrotó a Chris Jericho.[5] (09:11)
  - Fandango cubrió a Jericho después de revertir un «Walls of Jericho» en un «Small Package».
  - Este fue el debut de Fandango en WWE.
- Alberto Del Rio (con Ricardo Rodríguez) derrotó a Jack Swagger (con Zeb Colter) y retuvo el Campeonato Mundial Peso Pesado.[6] (10:30)
  - Del Río forzó a Swagger a rendirse con un «Cross Armbreaker».
- The Undertaker derrotó a CM Punk (con Paul Heyman).[7] (23:07)
  - The Undertaker cubrió a Punk después de un «Tombstone Piledriver».
  - Durante la lucha, Heyman interfirió a favor de Punk.
  - Como resultado, el invicto de The Undertaker en WrestleMania llegó a 21-0.
  - Living Colour interpretó el tema de entrada de Punk al inicio del lucha.
- Triple H (con Shawn Michaels) derrotó a Brock Lesnar (con Paul Heyman) en un No Holds Barred Match.[8] (23:58)
  - Triple H cubrió a Lesnar después de un golpe con un mazo y un «Pedigree» sobre las escaleras metálicas.
  - Durante la lucha, Heyman intentó interferir pero fue atacado por Michaels.
  - Durante la lucha, Lesnar atacó a Michaels con un «F-5».
  - Si Lesnar ganaba, Triple H tenía que retirarse de la lucha libre profesional.
- John Cena derrotó a The Rock  y ganó el Campeonato de la WWE.[9] (28:00)
  - Cena cubrió a The Rock después de un «Attitude Adjustment».
  - Después de la lucha, The Rock y Cena se dieron la mano y un abrazo en señal de respeto.

## Otros roles
Comentaristas en inglés
- Michael Cole
- John "Bradshaw" Layfield
- Jerry Lawler
- Josh Mathews - durante el Pre-Show
- Matt Striker - durante el Pre-Show
- Jim Ross - durante el Pre-Show
- Kofi Kingston - durante el Pre-Show
- Dusty Rhodes - durante el Pre-Show
- Scott Stanford - durante el Pre-Show

Comentaristas en español
- Carlos Cabrera
- Marcelo Rodríguez
- "Moody" Jack Melendez - durante el Pre-Show saludando a Carlos  y A Marcelo y dando sus pronósticos de las luchas programadas

Anunciadores
- Lillian García
- Justin Roberts
- Howard Finkel - presentó a los nuevos miembros del Salón de la Fama

Árbitros
- Chad Patton
- Mike Chioda
- Scott Armstrong
- Charles Robinson
- John Cone
- Ryan Tran
- Rod Zapata